# Andreas Klarström
Andreas Klarström (ur. 23 grudnia 1977 w Borås) – szwedzki piłkarz. Od 2010 roku gra w IF Elfsborg. Wcześniej także grał w tym klubie w latach 1996-2005, a także w norweskim IK Start (1998 - wypożyczenie) i duńskim Esbjergu fB (2006-2010).